# Municipio de Sumner (Minnesota)
El municipio de Sumner (en inglés, Sumner Township) es un municipio del condado de Fillmore, Minnesota, Estados Unidos. Tiene una población estimada, a mediados de 2021, de 492 habitantes.
Abarca una zona exclusivamente rural.

## Geografía
Está ubicado en las coordenadas 43°48′10″N 92°23′27″O / 43.80278, -92.39083. Según la Oficina del Censo de los Estados Unidos, tiene una superficie total de 97.2 km², correspondientes en su totalidad a tierra firme.

## Demografía
Según el censo de 2020, en ese momento había 482 personas residiendo en la zona. La densidad de población era de 5.0 hab./km². El 97.72 % de los habitantes eran blancos y el 2.28 % eran de una mezcla de razas. Del total de la población, el 0.41 % eran hispanos o latinos de cualquier raza.